# Reinhold Schünzel-Preis
Der Reinhold Schünzel-Preis ist ein Ehrenpreis, der seit 2004 bei der Eröffnung zu cinefest – Internationales Festival des deutschen Film-Erbes verliehen wird.
Der Preis ist nach dem in Hamburg geborenen Schauspieler und Filmregisseur Reinhold Schünzel benannt und zeichnet Verdienste um die Pflege, Bewahrung und Verbreitung des deutschen Filmerbes aus. Die Preisträger werden von einer internationalen Jury ausgewählt.

## Preisträger
- 2004 Ingrid Scheib-Rothbart (†), (langjährige Filmprogramm-Verantwortliche im Goethe-Haus New York)
- 2005 Wolfgang Klaue (†), (Filmarchivar)
- 2006 Vittorio Martinelli (†), (italienischer Filmhistoriker)
- 2007 Gero Gandert (†), (Filmhistoriker, Berlin)
- 2008 Vladimír Opěla (ehemaliger Direktor des NFA – Národní filmový archiv, Prag)
- 2009 Volker Baer (†), (Filmjournalist, Berlin)
- 2010 Heide Schlüpmann (Filmwissenschaftlerin, Frankfurt)
- 2011 Barton Byg (Gründer der DEFA Film Library an der University of Massachusetts, Amherst)
- 2012 Bernard Eisenschitz (französischer Filmhistoriker, Paris)
- 2013 Wolfram Schütte (Filmjournalist, Frankfurt)
- 2014 Horst Claus (†), (Filmhistoriker, Bristol)
- 2015 Vera Gyürey (ehemalige Direktorin des Ungarischen Filmarchivs, Budapest)
- 2016 Heike Klapdor (Literatur- und Filmwissenschaftlerin, Berlin)
- 2017 Lenny Borger (Filmhistoriker und Kurator, Paris)
- 2018 Jan-Christopher Horak (Filmhistoriker und Archivar, Los Angeles)
- 2019 Giovanni Spagnoletti (Filmhistoriker und Festivaldirektor, Rom)
- 2020 Kathinka Dittrich van Weringh (Filmhistorikerin und Kulturpolitikerin, Köln)
- 2021 Christiane Mückenberger (Filmhistorikerin und Autorin, Potsdam-Babelsberg)
- 2022 Sabine Hake (Filmhistorikerin, Austin, Texas und Freiburg/Breisgau)
- 2023 Leonardo Quaresima (Filmhistoriker, Udine und Bologna)
- 2024 Hervé Dumont (Filmhistoriker, Lausanne)